# Santuario di Minerva
Il santuario di Minerva è un'area archeologica corrispondente a un tempio di epoca romana; è situata a Breno (provincia di Brescia) in località Spinera e sorge addossata a uno sperone roccioso sulle rive del fiume Oglio, di fronte a una grotta naturale entro la quale sgorgava una sorgente che si è esaurita alcuni anni fa, a causa dei lavori di costruzione di una superstrada (variante della SS 42).

## Storia
Il sito era già luogo di culto fin dal V secolo a.C. e ospitava un santuario, del quale sono stati rinvenuti alcuni recinti di pietre e un rogo votivo, cioè uno spazio pavimentato che ospitava roghi rituali. A seguito della romanizzazione della Val Camonica, la precedente struttura venne affiancata agli inizi del I secolo d.C. da un tempio romano dedicato alla dea Minerva, che in Età flavia (69-96) fu ristrutturato e ingrandito. Del fatto che i Romani avessero adattato il culto indigeno precedente, scegliendo Minerva come dea più simile agli dei autoctoni, può essere prova il fatto che, contrariamente all'uso tradizionale, la dea non sia affiancata a Giove e Giunone.
Nel IV secolo il processo di cristianizzazione subito dalla valle portò al progressivo abbandono del culto di Minerva e di conseguenza del santuario, che nel secolo successivo fu infine distrutto da un violento incendio. In seguito nelle vicinanze venne costruito un piccolo porticciolo sull'Oglio — fiume che attualmente scorre su un livello inferiore e a breve distanza dal tempio, ma che in epoca romana ne lambiva il cortile — tramite il quale i materiali asportati dal tempio venivano trasportati nei centri vicini per essere riutilizzati: oltre all'approdo, sono stati rinvenuti i resti di una piccola abitazione, nella quale vivevano le persone che traevano il loro sostentamento dalla vendita dei materiali da costruzione estratti dal tempio. Durante il XIII secolo un'alluvione dell'Oglio ricoprì l'area di detriti e il sito fu definitivamente abbandonato.
Con il tempo, l'esistenza del tempio venne dimenticata, anche se il ricordo sopravviveva ancora nei toponimi: nelle vicinanze vi è infatti un "ponte della Minerva" e una chiesa cinquecentesca, dedicata a Santa Maria Vergine, ma che i locali chiamano "chiesa della Minerva").
I resti del tempio vennero riscoperti casualmente nel 1986, durante uno scavo per la posa di condutture pubbliche.

## Struttura

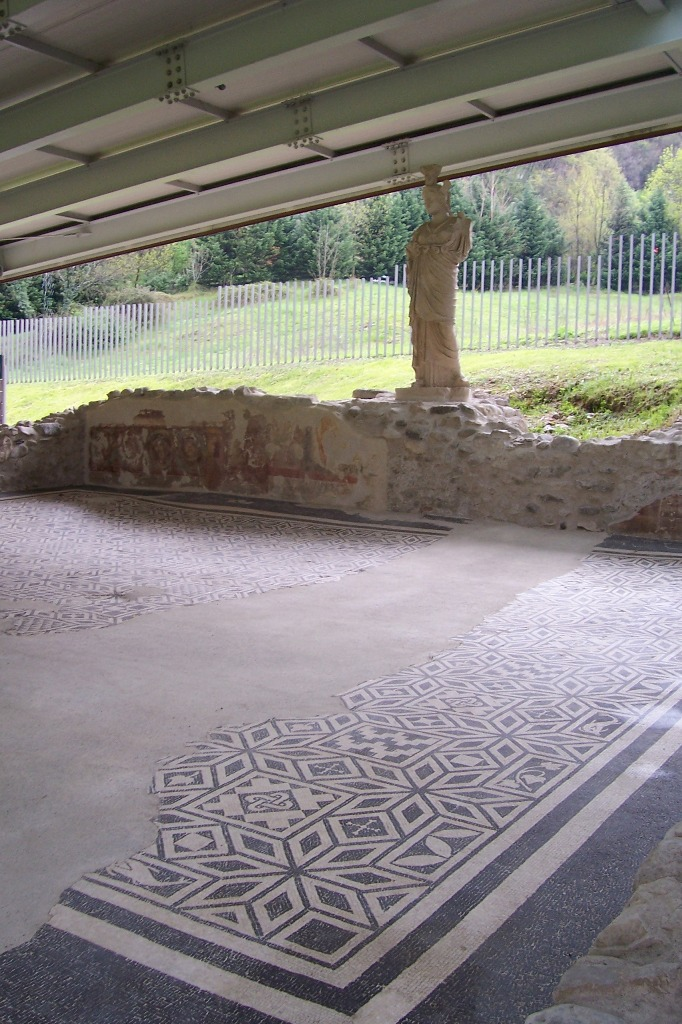
Il santuario e la statua della Minerva.

La struttura romana definitiva, costruita accanto a quella indigena, era costituita da una fila di ambienti addossati alla roccia e, ai lati, da due ali porticate che dirigevano verso il fiume delimitando il cortile del tempio. Una breve gradinata consentiva di salire dal cortile al pronao e di accedere alle aule centrali, decorate con pavimenti musivi e affreschi; la sala principale ospitava, in una nicchia sopraelevata, la statua di Minerva, copia romana di una statua greca del V secolo a.C. realizzata in marmo pentelico. Le stanze laterali ospitavano invece fontane e vasche, che esaltavano il legame tra l'acqua e il culto della dea.

## Scavi
La Soprintendenza Archeologia della Lombardia ha condotto scavi che, iniziati subito dopo la scoperta, sono durati fino al 2003 e hanno portato alla luce i pavimenti a mosaico e le mura affrescate (lo strato di detriti depositatosi in seguito all'alluvione ha contribuito a conservare gli affreschi), resti di colonne e are votive. Sono stati trovati anche - sparsi sui pavimenti e all'interno delle vasche - cocci frantumati di contenitori in ceramica, figurine votive in marmo e terracotta, iscrizioni, fibule, monete e gioielli. Nel 1988 è stata rinvenuta anche la statua della dea, priva della testa, delle braccia e di parte delle gambe.

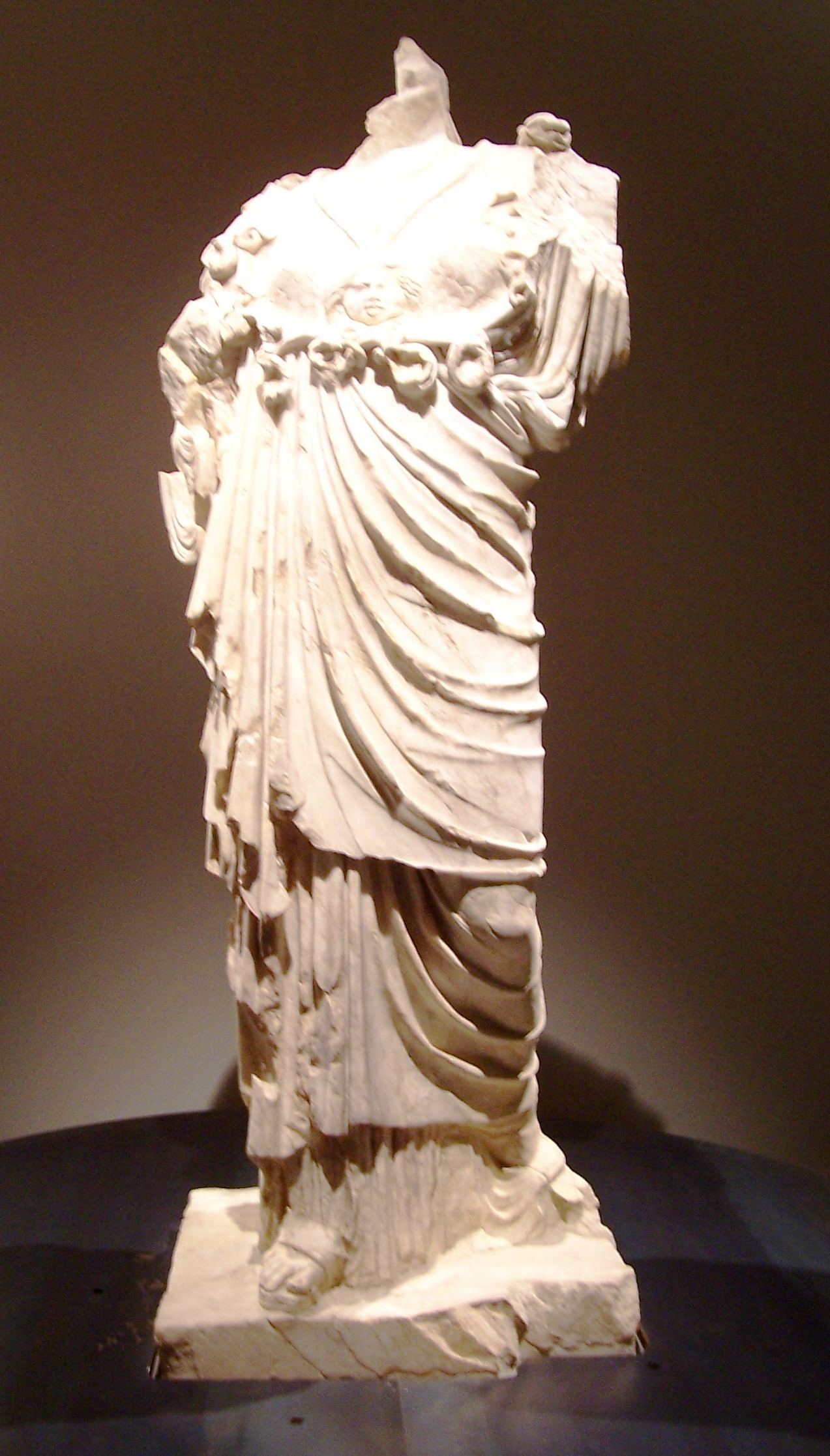
La statua della Minerva Hygeia, conservata nel Museo archeologico nazionale della Valle Camonica di Cividate Camuno

A partire dal 2003 è stato oggetto di un restauro conservativo che, insieme alla posa di una copertura e la realizzazione di percorsi informativi, lo hanno trasformato in un museo, che è stato aperto al pubblico nel 2007. In particolare, per fini illustrativi vi è stata posizionata una copia della statua di Minerva Hygeia, il cui originale è invece esposto al Museo archeologico nazionale della Valle Camonica di Cividate Camuno.